# Георгій Едішерашвілі
Георгій Едішерашвілі (груз. გიორგი ედიშერაშვილი; нар. 17 березня 1988) — азербайджанський, колишній грузинський борець вільного стилю, триразовий чемпіон Європи, срібний та бронзовий призер Кубку світу.

## Біографія
Боротьбою займається з 1999 року. Був чемпіоном Європи 2005 року серед кадетів. У березні 2013 виграв дорорслий чемпіонат Європи, преремігши у фіналі білоруського борця якутського походження Владислава Андрєєва. Того ж року у нього був виявлений заборонений препарат, узятий 8-11 листопада в Москві на Кубку європейських націй, де він посів разом з командою друге місце. Через це спортсмен був дискваліфікований строком на два роки. За заявою президента федерації боротьби Грузії Луки Куртанідзе, Едішерашвілі приймав препарати самовільно, за чиєюсь порадою. Міністерство спорту і у справах молоді Грузії також приєдналося до санкцій і припинило фінансування і виплату зарплати чемпіону Європи.
Після відбуття дискваліфікації, з 2016 року виступає за збірну Азербайджану, у складі якої також виграв чемпіонат Європи 2017 року.

## Спортивні результати на міжнародних змаганнях

### Виступи на Чемпіонатах світу
| Змагання                        | Збірна      | Вагова категорія          | Місце |
| ------------------------------- | ----------- | ------------------------- | ----- |
| Чемпіонат світу з боротьби 2013 | Грузія      | вільна боротьба, до 55 кг | 10    |
| Чемпіонат світу з боротьби 2018 | Азербайджан | вільна боротьба, до 57 кг | 7     |

### Виступи на Чемпіонатах Європи
| Змагання                         | Збірна      | Вагова категорія          | Місце  |
| -------------------------------- | ----------- | ------------------------- | ------ |
| Чемпіонат Європи з боротьби 2013 | Грузія      | вільна боротьба, до 55 кг | Золото |
| Чемпіонат Європи з боротьби 2017 | Азербайджан | вільна боротьба, до 57 кг | Золото |
| Чемпіонат Європи з боротьби 2018 | Азербайджан | вільна боротьба, до 57 кг | Золото |

### Виступи на Кубках світу
| Змагання                    | Збірна      | Вагова категорія          | Місце  |
| --------------------------- | ----------- | ------------------------- | ------ |
| Кубок світу з боротьби 2009 | Грузія      | вільна боротьба, до 55 кг | 10     |
| Кубок світу з боротьби 2012 | Грузія      | вільна боротьба, до 55 кг | 6      |
| Кубок світу з боротьби 2017 | Азербайджан | вільна боротьба, до 57 кг | Бронза |
| Кубок світу з боротьби 2018 | Азербайджан | команда                   | Срібло |

### Виступи на інших змаганнях
| Змагання                                     | Збірна      | Вагова категорія                | Місце  |
| -------------------------------------------- | ----------- | ------------------------------- | ------ |
| Золотий Гран-прі з боротьби 2010 (Тбілісі)   | Грузія      | вільна боротьба, до 55 кг       | 9      |
| Турнір Олександра Медведя 2011               | Грузія      | вільна боротьба, до 55 кг       | 8      |
| Турнір Г. Картозія і В. Балавадзе 2011       | Грузія      | вільна боротьба, до 55 кг       | Золото |
| Золотий Гран-прі з боротьби 2011 (Баку)      | Грузія      | вільна боротьба, до 55 кг       | Срібло |
| Вогні Москви 2011                            | Грузія      | вільна боротьба, до 55 кг       | 5      |
| Золотий Гран-прі з боротьби 2012 (Тегеран)   | Грузія      | вільна боротьба, до 55 кг       | Бронза |
| Золотий Гран-прі з боротьби 2012 (Баку)      | Грузія      | вільна боротьба, до 55 кг       | 8      |
| Турнір Яшара Догу 2013                       | Грузія      | вільна боротьба, до 55 кг       | Бронза |
| Золотий Гран-прі з боротьби 2013 (Сассарі)   | Грузія      | вільна боротьба, до 60 кг       | Бронза |
| Турнір Степана Саргісяна 2013                | Грузія      | вільна боротьба, до 55 кг       | Золото |
| Міжнародний турнір Дінмухамеда Кунаєва 2013  | Грузія      | вільна боротьба, до 55 кг       | Бронза |
| Вогні Москви 2013                            | Грузія      | вільна боротьба, до 55 кг       | Срібло |
| Золотий Гран-прі з боротьби 2013 (Баку)      | Грузія      | вільна боротьба, до 55 кг       | Бронза |
| Турнір Яшара Догу 2016                       | Азербайджан | вільна боротьба, до 57 кг       | Бронза |
| Турнір Алі Алієва 2016                       | Азербайджан | вільна боротьба, до 57 кг       | 9      |
| Золотий Гран-прі з боротьби 2016             | Азербайджан | вільна боротьба, до 57 кг       | Золото |
| Турнір Алі Алієва 2017                       | Азербайджан | вільна боротьба, до 57 кг       | Бронза |
| Кубок Алроси 2017                            | Азербайджан | команда                         | Срібло |
| Турнір Аланії з боротьби 2017                | Азербайджан | вільна боротьба, до 57 кг       | Бронза |
| Київський Міжнародний турнір з боротьби 2018 | Азербайджан | вільна боротьба, до 57 кг       | Золото |
| Турнір Олександра Медведя 2018               | Азербайджан | вільна боротьба, до 57 кг       | 9      |
| Турнір Алі Алієва 2019                       | Азербайджан | вільна боротьба, до 57 кг       | 5      |
| Турнір Яшара Догу 2019                       | Азербайджан | вільна боротьба, до 57 кг       | Бронза |
| Турнір Г. Картозія і В. Балавадзе 2019       | Азербайджан | вільна боротьба, до 57 кг       | 9      |
| Кубок Алроси 2019                            | Азербайджан | команда                         | Срібло |
| Кубок Алроси 2019                            | Азербайджан | Multiple Style Event, до F57 кг | Срібло |
| Турнір Яшара Догу 2020                       | Азербайджан | вільна боротьба, до 57 кг       | 10     |
| Гран-прі Франції Анрі Деглана 2021           | Азербайджан | вільна боротьба, до 57 кг       | 5      |

### Виступи на змаганнях молодших вікових груп
| Змагання                                       | Збірна | Вагова категорія          | Місце  |
| ---------------------------------------------- | ------ | ------------------------- | ------ |
| Чемпіонат Європи з боротьби серед кадетів 2005 | Грузія | вільна боротьба, до 50 кг | Золото |
| Чемпіонат світу з боротьби серед юніорів 2007  | Грузія | вільна боротьба, до 55 кг | 25     |
| Чемпіонат Європи з боротьби серед юніорів 2008 | Грузія | вільна боротьба, до 55 кг | 15     |